# Ґрінеуць (Ришканський район)
Ґрінауць (рум. Grinăuți) — село в Ришканському районі Молдови. Адміністративний центр однойменної комуни, до складу якої також входить село Чобановка.
Згідно з даними перепису 2004 року кількість українців у селі - 131 особа (11%).

## Відомі люди
- Вікторія Лунгу — молдовська співачка.
- Віталія Павлюченко — молдовський політик.